# حصرون بن رأوبين
حصرون هو شخصية توراتية ، الابن الرابع لرأوبين والحفيد الرابع ليعقوب وليئة . وكان لحصرون ثلاثة إخوة: حنوك وبيلو وكرمي .  وكانت عائلة حصرون تسمى عائلة حصروني.
وبحسب التعليق الحاخام مناحيم بن شلومو على كتاب سفر التكوين،في الفصل 36، و الآية 9، فإن أصل الاسم هو في كلمة "نقص"، لأن S يتم استبداله أحيانًا بـ C، وقد سمي بهذا الاسم لأنه كان وُلِد بعد فعل رأوبين وبلاها ، حيث افتقر إلى البكر والملكي من سبط رأوبين
تعتقد بعض الباحثين أن اسم حتسرون يأتي من الكلمة العربية حتزار (تشاتزار) والتي تعني الرفيع والضيق والطويل. ومن ناحية أخرى، يرى مارتن نوث أن الاسم يأتي من الجذر هتزر الذي يعني الاستيطان الدائم، ويفسر اسم حصرون على أنه رجل الاستيطان الدائم، أي أنه لا يتجول بل يبقى في مكانه.
كما أن هناك قبيلة عربية تسمى "جنوب الدشران". 

## ايضا
1. ↑  موسوعة الكتاب المقدس المجلد ج
2. ↑  ראו אנציקלופדיה מקראית כרך ג

קטגוריה:שבט ראובן
קטגוריה:יורדי מצרים